# Campionato mondiale maschile under 21 di pallavolo 2003
Il campionato mondiale juniores di pallavolo maschile 2003 si è svolto dal 6 al 14 agosto 2003 a Teheran, in Iran: al torneo hanno partecipato sedici squadre nazionali juniores e la vittoria finale è andata per la seconda volta alla Polonia.

## Qualificazioni
Al torneo hanno partecipato: la nazionale del paese organizzatore, due nazionali africane, tutte qualificate tramite il campionato africano juniores 2002, tre nazionali asiatiche, tutte qualificate tramite il campionato asiatico ed oceaniano juniores 2002, sette nazionali europee, una qualificata tramite il campionato europeo juniores 2002 e sei qualificate tramite i gironi di qualificazione, una nazionale nordamericana, qualificata tramite il campionato nordamericano under 21 2002, due nazionali sudamericane, tutte qualificate tramite il campionato sudamericano juniores 2002.

## Regolamento
Le squadre hanno disputato una prima fase a gironi, con formula del girone all'italiana. Al termine della prima fase si è disputato un turno di play-off così strutturato:
- le prime classificate di ogni girone hanno disputato un incontro di play-off per determinare la loro posizione nella griglia dei quarti di finale;
- le seconde e le terze classificate hanno disputato un turno ad eliminazione diretta, in cui le vincenti hanno acceduto alla fase finale strutturata in quarti di finale, semifinali, finale per il terzo posto e finale.

Le squadre eliminate dai quarti di finale hanno disputato semifinali, finale per il settimo posto e finale per il quinto posto.

## Squadre partecipanti
| Squadra             | Qualificazione                                       | Ultima partecipazione |
| ------------------- | ---------------------------------------------------- | --------------------- |
| Brasile             | 1ª al campionato sudamericano juniores 2002          | Polonia 2001          |
| Bulgaria            | 1ª al torneo di qualificazione europeo (girone A)    | Argentina 1993        |
| Canada              | 1ª al campionato nordamericano under 21 2002         | Thailandia 1999       |
| Cina                | 3ª al campionato asiatico ed oceaniano juniores 2002 | Polonia 2001          |
| Corea del Sud       | 4ª al campionato asiatico ed oceaniano juniores 2002 | Polonia 2001          |
| Egitto              | 1ª al campionato africano juniores 2002              | Egitto 1991           |
| Germania            | 2ª al torneo di qualificazione europeo (girone B)    | Argentina 1993        |
| India               | 4ª al campionato asiatico ed oceaniano juniores 2002 | Malesia 1995          |
| Iran                | Paese organizzatore                                  | Thailandia 1999       |
| Italia              | 1ª al campionato europeo juniores 2002               | Polonia 2001          |
| Russia              | 1ª al torneo di qualificazione europeo (girone C)    | Polonia 2001          |
| Polonia             | 1ª al torneo di qualificazione europeo (girone D)    | Polonia 2001          |
| Serbia e Montenegro | 1ª al torneo di qualificazione europeo (girone B)    | Debutto               |
| Slovacchia          | 2ª al torneo di qualificazione europeo (girone C)    | Polonia 2001          |
| Tunisia             | 2ª al campionato africano juniores 2002              | Polonia 2001          |
| Venezuela           | 2ª al campionato sudamericano juniores 2002          | Polonia 2001          |

## Torneo

### Prima fase
| Girone A      | Girone B | Girone C | Girone D            |
| ------------- | -------- | -------- | ------------------- |
| Corea del Sud | Cina     | Brasile  | Bulgaria            |
| Egitto        | Germania | Canada   | Italia              |
| Iran          | India    | Polonia  | Serbia e Montenegro |
| Venezuela     | Russia   | Tunisia  | Slovacchia          |

#### Girone A

##### Risultati
| 23 agosto 2003 ?, Teheran Durata: 1h:45 - Spettatori: 6 000  | Iran          | 1 - 3 | Corea del Sud | 26-28, 25-16, 23-25, 23-25        |
| 23 agosto 2003 ?, Teheran Durata: 1h:45 - Spettatori: 200    | Egitto        | 3 - 2 | Venezuela     | 25-21, 22-25, 20-25, 25-19, 15-11 |
| 24 agosto 2003 ?, Teheran Durata: 1h:36 - Spettatori: 7 000  | Egitto        | 1 - 3 | Iran          | 15-25, 17-25, 25-20, 17-25        |
| 24 agosto 2003 ?, Teheran Durata: 2h:07 - Spettatori: 170    | Corea del Sud | 3 - 2 | Venezuela     | 19-25, 28-26, 25-20, 23-25, 19-17 |
| 25 agosto 2003 ?, Teheran Durata: 1h:04 - Spettatori: 200    | Corea del Sud | 3 - 0 | Egitto        | 25-16, 25-20, 25-22               |
| 25 agosto 2003 ?, Teheran Durata: 1h:36 - Spettatori: 10 000 | Iran          | 3 - 1 | Venezuela     | 20-25, 25-19, 25-18, 25-20        |

##### Classifica
| Pos | Squadra       | Pt | G | V | P | SV | SP | Ratio | PF  | PS  | Ratio |
| --- | ------------- | -- | - | - | - | -- | -- | ----- | --- | --- | ----- |
| 1   | Corea del Sud | 6  | 3 | 3 | 0 | 9  | 3  | 3.000 | 283 | 268 | 1.056 |
| 2   | Iran          | 5  | 3 | 2 | 1 | 7  | 5  | 1.400 | 287 | 250 | 1.148 |
| 3   | Egitto        | 4  | 3 | 1 | 2 | 4  | 8  | 0.500 | 239 | 271 | 0.882 |
| 4   | Venezuela     | 3  | 3 | 0 | 3 | 5  | 9  | 0.556 | 296 | 316 | 0.937 |

#### Girone B

##### Risultati
| 23 agosto 2003 ?, Teheran Durata: 1h:24 - Spettatori: 200 | India    | 0 - 3 | Germania | 23-25, 15-25, 13-25 |
| 23 agosto 2003 ?, Teheran Durata: 1h:10 - Spettatori: 238 | Russia   | 3 - 0 | Cina     | 25-17, 25-17, 25-18 |
| 24 agosto 2003 ?, Teheran Durata: 1h:09 - Spettatori: 500 | Russia   | 3 - 0 | India    | 25-23, 25-15, 25-14 |
| 24 agosto 2003 ?, Teheran Durata: 1h:06 - Spettatori: 210 | Cina     | 0 - 3 | Germania | 22-25, 21-25, 15-25 |
| 25 agosto 2003 ?, Teheran Durata: 1h:11 - Spettatori: 500 | India    | 3 - 0 | Cina     | 25-17, 25-22, 25-22 |
| 25 agosto 2003 ?, Teheran Durata: 1h:13 - Spettatori: 450 | Germania | 0 - 3 | Russia   | 19-25, 16-25, 22-25 |

##### Classifica
| Pos | Squadra  | Pt | G | V | P | SV | SP | Ratio | PF  | PS  | Ratio |
| --- | -------- | -- | - | - | - | -- | -- | ----- | --- | --- | ----- |
| 1   | Russia   | 6  | 3 | 3 | 0 | 9  | 0  | MAX   | 225 | 161 | 1.398 |
| 2   | Germania | 5  | 3 | 2 | 1 | 6  | 3  | 2.000 | 207 | 184 | 1.125 |
| 3   | India    | 4  | 3 | 1 | 2 | 3  | 6  | 0.500 | 178 | 211 | 0.844 |
| 4   | Cina     | 3  | 3 | 0 | 3 | 0  | 9  | 0.000 | 171 | 225 | 0.760 |

#### Girone C

##### Risultati
| 23 agosto 2003 ?, Teheran Durata: 1h:32 - Spettatori: 200   | Tunisia | 1 - 3 | Canada  | 12-25, 21-25, 25-22, 12-25 |
| 23 agosto 2003 ?, Teheran Durata: 1h:16 - Spettatori: 500   | Brasile | 3 - 0 | Polonia | 25-21, 30-28, 25-17        |
| 24 agosto 2003 ?, Teheran Durata: 1h:48 - Spettatori: 1 500 | Brasile | 3 - 1 | Canada  | 25-16, 22-25, 26-24, 25-18 |
| 24 agosto 2003 ?, Teheran Durata: 1h:06 - Spettatori: 160   | Tunisia | 0 - 3 | Polonia | 20-25, 21-25, 17-25        |
| 25 agosto 2003 ?, Teheran Durata: 1h:10 - Spettatori: 145   | Brasile | 3 - 0 | Tunisia | 25-18, 25-23, 25-15        |
| 25 agosto 2003 ?, Teheran Durata: 1h:41 - Spettatori: 190   | Polonia | 3 - 1 | Canada  | 25-18, 27-29, 25-22, 25-15 |

##### Classifica
| Pos | Squadra | Pt | G | V | P | SV | SP | Ratio | PF  | PS  | Ratio |
| --- | ------- | -- | - | - | - | -- | -- | ----- | --- | --- | ----- |
| 1   | Brasile | 6  | 3 | 3 | 0 | 9  | 1  | 9.000 | 253 | 205 | 1.234 |
| 2   | Polonia | 5  | 3 | 2 | 1 | 6  | 4  | 1.500 | 243 | 222 | 1.095 |
| 3   | Canada  | 4  | 3 | 1 | 2 | 5  | 7  | 0.714 | 264 | 270 | 0.978 |
| 4   | Tunisia | 3  | 3 | 0 | 3 | 1  | 9  | 0.111 | 184 | 247 | 0.745 |

#### Girone D

##### Risultati
| 23 agosto 2003 ?, Teheran Durata: 1h:41 - Spettatori: 600   | Serbia e Montenegro | 3 - 1 | Italia     | 25-20, 25-22, 22-25, 26-24        |
| 23 agosto 2003 ?, Teheran Durata: 1h:15 - Spettatori: 125   | Slovacchia          | 0 - 3 | Bulgaria   | 23-25, 17-25, 22-25               |
| 24 agosto 2003 ?, Teheran Durata: 1h:23 - Spettatori: 200   | Italia              | 0 - 3 | Slovacchia | 19-25, 24-26, 23-25               |
| 24 agosto 2003 ?, Teheran Durata: 1h:15 - Spettatori: 210   | Serbia e Montenegro | 3 - 0 | Bulgaria   | 25-17, 25-19, 29-27               |
| 25 agosto 2003 ?, Teheran Durata: 1h:41 - Spettatori: 3 000 | Italia              | 0 - 3 | Bulgaria   | 21-25, 20-25, 17-25               |
| 25 agosto 2003 ?, Teheran Durata: 1h:52 - Spettatori: 485   | Serbia e Montenegro | 3 - 2 | Slovacchia | 25-16, 23-25, 25-17, 25-27, 15-10 |

##### Classifica
| Pos | Squadra             | Pt | G | V | P | SV | SP | Ratio | PF  | PS  | Ratio |
| --- | ------------------- | -- | - | - | - | -- | -- | ----- | --- | --- | ----- |
| 1   | Serbia e Montenegro | 6  | 3 | 3 | 0 | 9  | 3  | 3.000 | 290 | 249 | 1.165 |
| 2   | Bulgaria            | 5  | 3 | 2 | 1 | 6  | 3  | 2.000 | 213 | 199 | 1.070 |
| 3   | Slovacchia          | 4  | 3 | 1 | 2 | 5  | 6  | 0.833 | 233 | 254 | 0.917 |
| 4   | Italia              | 3  | 3 | 0 | 3 | 1  | 9  | 0.111 | 215 | 249 | 0.863 |

### Play-off

#### Fase di classificazione
| 27 agosto 2003 ?, Teheran Durata: 1h:36 - Spettatori: 200 | Corea del Sud | 0 - 3 | Serbia e Montenegro | 19-25, 24-26, 19-25        |
| 27 agosto 2003 ?, Teheran Durata: 1h:46 - Spettatori: 650 | Russia        | 1 - 3 | Brasile             | 22-25, 25-21, 16-25, 21-25 |

#### Fase ad eliminazione diretta
| 27 agosto 2003 ?, Teheran Durata: 1h:37 - Spettatori: 200    | Polonia  | 3 - 1 | India      | 25-22, 20-25, 25-21, 25-18 |
| 27 agosto 2003 ?, Teheran Durata: 1h:18 - Spettatori: 11 000 | Iran     | 3 - 0 | Slovacchia | 25-16, 25-22, 25-23        |
| 27 agosto 2003 ?, Teheran Durata: 1h:43 - Spettatori: 2 000  | Germania | 3 - 1 | Canada     | 23-25, 25-21, 25-21, 25-22 |
| 27 agosto 2003 ?, Teheran Durata: 1h:06 - Spettatori: 470    | Bulgaria | 3 - 0 | Egitto     | 25-18, 25-22, 25-18        |

### Fase finale
|  | Quarti di finale    | Quarti di finale |               |               | Semifinali                | Semifinali                |  |  | Finale | Finale |
|  |                     |                  |               |               |                           |                           |  |  |        |        |
|  |                     |                  |               |               |                           |                           |  |  |        |        |
|  |                     |                  |               |               |                           |                           |  |  |        |        |
|  | Serbia e Montenegro | 1                |               |               |                           |                           |  |  |        |        |
|  | Serbia e Montenegro | 1                |               |               |                           |                           |  |  |        |        |
|  | Polonia             | 3                |               |               |                           |                           |  |  |        |        |
|  | Polonia             | 3                | Polonia       | 3             |                           |                           |  |  |        |        |
|  |                     |                  | Polonia       | 3             |                           |                           |  |  |        |        |
|  |                     | Bulgaria         | 1             |               |                           |                           |  |  |        |        |
|  | Bulgaria            | Bulgaria         | 1             | 3             |                           |                           |  |  |        |        |
|  | Bulgaria            |                  |               | 3             |                           |                           |  |  |        |        |
|  | Russia              | 1                |               |               |                           |                           |  |  |        |        |
|  | Russia              | 1                | Polonia       | 3             |                           |                           |  |  |        |        |
|  |                     |                  | Polonia       | 3             |                           |                           |  |  |        |        |
|  |                     | Brasile          | 2             |               |                           |                           |  |  |        |        |
|  | Corea del Sud       | Brasile          | 2             | 3             |                           |                           |  |  |        |        |
|  | Corea del Sud       |                  |               | 3             |                           |                           |  |  |        |        |
|  | Germania            | 2                |               |               |                           |                           |  |  |        |        |
|  | Germania            | 2                | Corea del Sud | 0             | Finale per il terzo posto | Finale per il terzo posto |  |  |        |        |
|  |                     |                  | Corea del Sud | 0             | Finale per il terzo posto | Finale per il terzo posto |  |  |        |        |
|  |                     | Brasile          | 3             |               |                           |                           |  |  |        |        |
|  | Iran                | Brasile          | 3             | 0             | Bulgaria                  | 3                         |  |  |        |        |
|  | Iran                |                  |               | 0             | Bulgaria                  | 3                         |  |  |        |        |
|  | Brasile             | 3                |               | Corea del Sud | 0                         |                           |  |  |        |        |
|  | Brasile             | 3                |               |               | 0                         |                           |  |  |        |        |
|  |                     |                  |               |               |                           |                           |  |  |        |        |
|  |                     |                  |               |               |                           |                           |  |  |        |        |

#### Quarti di finale
| 29 agosto 2003 ?, Teheran Durata: 1h:36 - Spettatori: 200    | Serbia e Montenegro | 1 - 3 | Polonia  | 24-26, 23-25, 25-22, 23-25        |
| 29 agosto 2003 ?, Teheran Durata: 1h:36 - Spettatori: 4 000  | Bulgaria            | 3 - 1 | Russia   | 25-21, 16-25, 25-23, 25-19        |
| 29 agosto 2003 ?, Teheran Durata: 1h:55 - Spettatori: 11 000 | Corea del Sud       | 3 - 2 | Germania | 24-26, 25-21, 25-19, 23-25, 15-11 |
| 29 agosto 2003 ?, Teheran Durata: 1h:15 - Spettatori: 13 000 | Iran                | 0 - 3 | Brasile  | 21-25, 20-25, 20-25               |

#### Semifinali
| 30 agosto 2003 ?, Teheran Durata: 1h:32 - Spettatori: 300   | Polonia       | 3 - 1 | Bulgaria | 21-25, 27-25, 25-20, 25-21 |
| 30 agosto 2003 ?, Teheran Durata: 1h:09 - Spettatori: 1 500 | Corea del Sud | 0 - 3 | Brasile  | 18-25, 20-25, 19-25        |

#### Finale 3º posto
| 31 agosto 2003 ?, Teheran Durata: 1h:02 - Spettatori: 500 | Bulgaria | 3 - 0 | Corea del Sud | 25-19, 25-16, 25-21 |

#### Finale
| 31 agosto 2003 ?, Teheran Durata: 2h:00 - Spettatori: 2 000 | Polonia | 3 - 2 | Brasile | 25-23, 20-25, 25-23, 22-25, 15-11 |

### Finali 5º e 7º posto
|  | Semifinali          | Semifinali          | Semifinali |      |        | 5º/6º posto | 5º/6º posto | 5º/6º posto |  |
|  |                     |                     |            |      |        |             |             |             |  |
|  | Serbia e Montenegro | Serbia e Montenegro | 2          |      |        |             |             |             |  |
|  | Serbia e Montenegro | Serbia e Montenegro | 2          |      |        |             |             |             |  |
|  | Russia              | Russia              | 3          |      |        |             |             |             |  |
|  | Russia              | Russia              | 3          |      | Russia | Russia      | 3           |             |  |
|  |                     |                     |            |      | Russia | Russia      | 3           |             |  |
|  |                     |                     | Iran       | Iran | 0      |             |             |             |  |
|  | Germania            | Germania            | Iran       | Iran | 0      | 2           |             |             |  |
|  | Germania            | Germania            |            |      |        | 2           |             |             |  |
|  | Iran                | Iran                | 3          |      |        | 7º/8º posto | 7º/8º posto | 7º/8º posto |  |
|  | Iran                | Iran                | 3          |      |        |             |             |             |  |
|  |                     |                     |            |      |        |             |             |             |  |
|  |                     |                     |            |      |        | Stati Uniti | Stati Uniti | 3           |  |
|  |                     |                     |            |      |        | Stati Uniti | Stati Uniti | 3           |  |
|  |                     |                     |            |      |        | Germania    | Germania    | 0           |  |

#### Semifinali
| 30 agosto 2003 ?, Teheran Durata: 2h:03 - Spettatori: 150   | Serbia e Montenegro | 2 - 3 | Russia | 17-25, 26-24, 30-28, 23-25, 7-15  |
| 30 agosto 2003 ?, Teheran Durata: 2h:18 - Spettatori: 1 500 | Germania            | 2 - 3 | Iran   | 22-25, 25-23, 21-25, 25-20, 12-15 |

#### Finale 7º posto
| 31 agosto 2003 ?, Teheran Durata: 1h:11 - Spettatori: 200 | Serbia e Montenegro | 3 - 0 | Germania | 25-16, 25-22, 25-22 |

#### Finale 5º posto
| 31 agosto 2003 ?, Teheran Durata: 1h:13 - Spettatori: 1 500 | Russia | 3 - 0 | Iran | 25-20, 25-19, 25-19 |

## Classifica finale
| Pos | Squadra             | Rosa |
| --- | ------------------- | --- |
|     | Polonia             | Formazione: 1 Kaczmarek, 2 Możdżonek, 3 Augustyn, 6 Woicki, 8 Ruciak, 9 Szulik, 12 Gromadowski, 13 Winiarski, 14 Wlazły, 15 Neroj, 17 Kryś, 18 Olejniczak, CT: Ryś         |
|     | Brasile             | Formazione: 1 Carbonera, 2 Margarido, 3 da Silva, 4 dos Santos, 5 Martins, 6 Perini, 11 Zanuto, 12 Fonteles, 14 Fuchs, 16 de Oliveira, 17 Greca, 18 Tavares, CT: Lerbach   |
|     | Bulgaria            | Formazione: 1 Kazijski, 2 Samunev, 3 Penev, 4 Milušev, 6 Gajdarski, 7 Nikolov, 9 Stanev, 12 Jordanov, 14 P. Hristov, 15 Aleksiev, 16 Stojanov, 17 L. Hristov, CT: Gavrolov |
| 4   | Corea del Sud       | |
| 5   | Russia              | |
| 6   | Iran                | |
| 7   | Serbia e Montenegro | |
| 8   | Germania            | |
| 9   | Canada              | |
| 9   | India               | |
| 9   | Egitto              | |
| 9   | Slovacchia          | |
| 13  | Cina                | |
| 13  | Italia              | |
| 13  | Tunisia             | |
| 13  | Venezuela           | |